# Derobrachus sulcicornis
Derobrachus sulcicornis là một loài bọ cánh cứng trong họ Cerambycidae.